# Верхний Лопас
Верхний Лопас (баш. Үрге Лапаҫ) — упразднённая в 2005 году деревня в Кигинском районе Республики Башкортостан Российской Федерации. Входил на год упразднения в состав Арслановского сельсовета. Жили башкиры (1959, 1972).

## География
Располагалась на р. Ай, в 40 км к юго-востоку от райцентра и 45 км к северо-востоку от ж.-д. ст. Сулея (Челябинская область).

### Географическое положение
Расстояние (по данным на 1 июля 1972 года) до:
- районного центра (Верхние Киги): 40 км,
- центра сельсовета (Арсланово): 10 км,
- ближайшей ж/д станции (Сулея): 45 км.

## История
Основана в конце XIX века после разделения д. Кулбаево на 2 населённых пункта: Верхний и Нижний Лопас.
До конца 1950-х гг. входила в состав Асылгужинского сельсовета.
Существовала до середины 1990-х гг.. Официально исключёна из учётных данных согласно Закону Республики Башкортостан от 20 июля 2005 года № 211-з «О внесении изменений в административно-территориальное устройство Республики Башкортостан в связи с образованием, объединением, упразднением и изменением статуса населённых пунктов, переносом административных центров».

## Население
В 1896 году насчитывалось 81 человек, в 1906—103, в 1920—218 (учтены вместе с населением д. Нижний Лопас), в 1939 — 83, в 1959—118, в 1989 — 5 жителей.

## Инфраструктура
С 1925 была начальная школа.

## Достопримечательности
У селения находятся Верхне-Лопасская писаница, древний (около 5 тысяч лет) памятник наскального искусства.